# Емельянов, Николай Владимирович
Никола́й Влади́мирович Емелья́нов (род. 8 июня 1946, Смоленск) — советский и российский астроном, доктор физико-математических наук, заведующий отделом небесной механики Государственного астрономического института имени П. К. Штернберга.

## Биография
Н. В. Емельянов родился 8 июня 1946 года в Смоленске.
В 1970 году окончил Астрономическое отделение физического факультета МГУ, затем обучался в аспирантуре. После защиты в 1974 году кандидатской диссертации «Теория движения далёких спутников» постоянно работает в Государственном Астрономическом Институте имени П. К. Штернберга МГУ. В 1986 году защитил докторскую диссертацию «Построение аналитической теории движения и дифференциальное уточнение орбит искусственных спутников Земли с помощью ЭВМ».

## Научно-педагогическая и общественная деятельность
Область научных интересов Н. В. Емельянова: движение искусственных спутников Земли и естественных спутников планет.
Н. В. Емельянов является автором преподаваемых на Астрономическом отделении физического факультета МГУ на протяжении многих лет учебных курсов «Эфемеридная астрономия» (1995 год — совместно с К. В. Куимовым, 2008 и 2017 годы — совместно с В. Е. Жаровым), «Практическая небесная механика» и «Лаборатория по небесной механике» (2002 год), «Теория возмущений» (2010 год — совместно с Б. П. Кондратьевым). Под его руководством защищены 3 кандидатские диссертации. Автор 207 статей и 9 книг.
Член Международного астрономического союза с 1980 года и Европейского астрономического общества с 1991 года. Член Учёного совета ГАИШ МГУ с 2016 года и специализированного Учёного совета МГУ по специальности астрометрия и небесная механика с 2012 по 2017 год.

## Награды и признание
- В честь Н. В. Емельянова назван астероид (5087) Емельянов, открытый в 1978 году Н. С. Черных (1997)
- Заслуженный научный сотрудник Московского университета (2010)[6]

## Публикации
- Емельянов Н. В. Методы составления алгоритмов и программ в задачах небесной механики. — М.: Наука, 1983. — 128 с.
- Емельянов Н. В. Построение аналитической теории движения ИСЗ с точностью до третьего порядка относительно сжатия Земли // Астрономический журнал. — 1986. — Т. 63, № 4. — С. 800—809.
- Emelianov N. V., Berejnoi A. A., Vashkovjak S. N., Glushkova E. A., Gorda S. Yu., Delets A., Dorokhova T. N., Dorokhov N. I., Esipov V. F., Izmailov I. S., Irsmambetova T. R., Kiselev A. A., Kiseleva T. P., Kornilov V. G., Kucherov V., Ledovskaya I., Mukhamednazarov S., Raskhozhev V. N., Tejfel V. G.; Charitonova G. A. Mutual positions of the Galilean satellites of Jupiter from photometric observations during their mutual occultations and eclipses in 1997 // Astron.Astrophys. (англ.). — 2000. — Vol. 141, No 3. — P. 433—447. — (Suppl. Ser.). — doi:10.1051/aas:2000128.
- Емельянов Н. В. Динамика естественных спутников планет на основе наблюдений. — Фрязино: Век-2, 2019. — 576 с. — 300 экз. — ISBN 978-5-85099-199-9.
- Emelyanov Nikolay. The Dynamics of Natural Satellites of the Planets (англ.). — Elsevier Международное издательство, 2020. — 518 p. — ISBN 978-0-12-822704-6.